# Mohamed Zniber
Pour les articles homonymes, voir Zniber.
Mohamed Zniber, né le 3 août 1923 à Salé (Maroc) et décédé le 20 novembre 1993 en Espagne, est un historien, écrivain et nationaliste marocain. 

## Biographie
Mohamed est le fils de l'érudit et grand mufti Abu Bakr Zniber et le frere du résistant et signataire du Manifeste de l'indépendance Tahar Zniber. Il a consacré sa vie a l'enseignement secondaire puis universitaire. Il a également participé au mouvement national marocain..
En février 1944, il fut arrêté ainsi que son frère et son père qui avait alors 75 ans, et tous les trois demeurèrent 3 mois en prison après avoir défendu les protestations des citoyens contre les événements sanglants qui se sont déroulés à Rabat et à Salé après l'arrestation de Ahmed Balafrej et Mohamed Lyazidi le 29 janvier 1944. Ils subirent alors « les pires sévices d'un camp militaire de Rabat » si l'on croit les dires de l'écrivain Guy Delanoë.
Après l'indépendance du Maroc en 1956, il contribua activement à la vie politique notamment au sein du parti de l'Union socialiste des forces populaires.
Il est inhumé au cimetière du mausolée Sidi Abdellah ben Hassoun.

## Publications

### Francophones
- L'Islam des origines à la fin de la dynastie des Omeyyades, Impr. Grand Maghreb, 1973 (Ouvrage en ligne)
- Les corsaires de Salé et l'Atlantique, theatre de la lutte nationale au 17e siècle, Mémorial du Maroc, Nord Organization, Rabat, 1982
- Littérature populaire marocaine, Volume 1 de Publications de l'Association des fonctionnaires de la faculté des lettres et des sciences humaines, Editions Okad, 1986, 110 pp. (Ouvrage en ligne)
- « Le rôle d’Abd el-Krim dans la lutte pour la libération nationale dans le Maghreb », dans Abd el-Krim et la République du Rif : Actes du colloque international d'études historiques et sociologiques, 18-20 janvier 1973, Paris, Maspero, 1976 (ISBN 2-7071-0776-X), p. 489-507
- Préface de : Roger Coindreau, Les Corsaires de Salé, Casablanca, La Croisée des chemins, 2006 (réimpr. 1988) (1re éd. 1948) (ISBN 9981-896-00-4), p. 9-15 [début de la préface]
- Larbi Essakali (dir.), « La guerre du Rif, Mohamed Ben Abdelkrim », dans Le Mémorial du Maroc, vol. 5, Rabat, Nord Organisation, 1981-1985 (ISBN 9788459905022), p. 161-191

### Arabophones
- Al-Hawa' al-Jadid, s.n., 1984, 179 p.
- Sifahat min al-wataniyah al-Maghribiyah (« Pages du nationalisme marocain »), Dar al-Nashr al-Maghribiyah, 1990, 219 p.
- Tuḥfa al-fuḍalāʼ bibaʻḍ faḍāʼil al-ʻulamāʼ, rédigé avec Aḥmad at- Tinbuktī, Sʻaid Sāmi, Ǧāmiʻat Muḥammad al-Ḫāmis Šuʻbat al-Qānūn al-ʻĀmm et Maʻhad ad-Dirāsāt al-Ifrīqīya, Editions Manšūrāt Maʻhad ad-Dirāsāt al-ʼIfrīqīya, 1992, 164 pp. (Ouvrage en ligne)

### Anglophones
- Morocco and the Moroccan Sahara: An Indivisible Decolonization, Al-Anbaa, 1980, 62 pp.
- Towards a new Interpretation of Islamic Culture, Islam Today, 1985.